# Mackenzie Foy
Mackenzie Foy   (Los Angeles, 10 de novembre de 2000) nom artístic de Mackenzie Christine Foy és una actriu i model estatunidenca. És coneguda per haver interpretat a Renesmee Cullen en la pel·lícula de 2012 La saga Crepuscle: Albada - 2a part, que li va suposar una nominació als Premis Young Artist com a millor actriu de repartiment en un llargmetratge; com la jove Murphy a la pel·lícula espacial Interstellar del 2014, per la qual va rebre un premi Saturn a la millor interpretació d’un actor jove, entre altres nominacions als premis; i com a Clara a El trencanous i els quatre regnes de Disney.

## Primers anys de vida
Foy va néixer el 10 de novembre de 2000 a Los Angeles, on es va criar. El seu pare, camioner, i la seva mare, mestressa de casa, no tenien cap relació amb la indústria del cinema. Foy va començar a treballar com a model als 3 anys i a actuar als 9.

## Carrera
Foy va començar a ser model en anuncis impresos en 2004, treballant per Garnet Hill, Polo Ralph Lauren i Guess. A partir d'aquí, va modelar per a empreses com The Walt Disney Company, Mattel i Gap.
La carrera d'actriu de Foy va començar quan tenia nou anys, quan va actuar com a convidada en programes de televisió com Til Death, FlashForward i Hawaii 5.0. El 2010, va interpretar a Renesmee Cullen en l'adaptació cinematogràfica del llibre de Stephenie Meyer Trenc d'alba, la quarta i última novel·la de la saga Crepuscle. La primera pel·lícula, La saga Crepuscle: Albada 1a part, en la qual Renesmee apareix només en un flashforward, es va estrenar el 18 de novembre de 2011, mentre que la segona, La saga Crepuscle: Albada 2a part, el 16 de novembre de 2012.

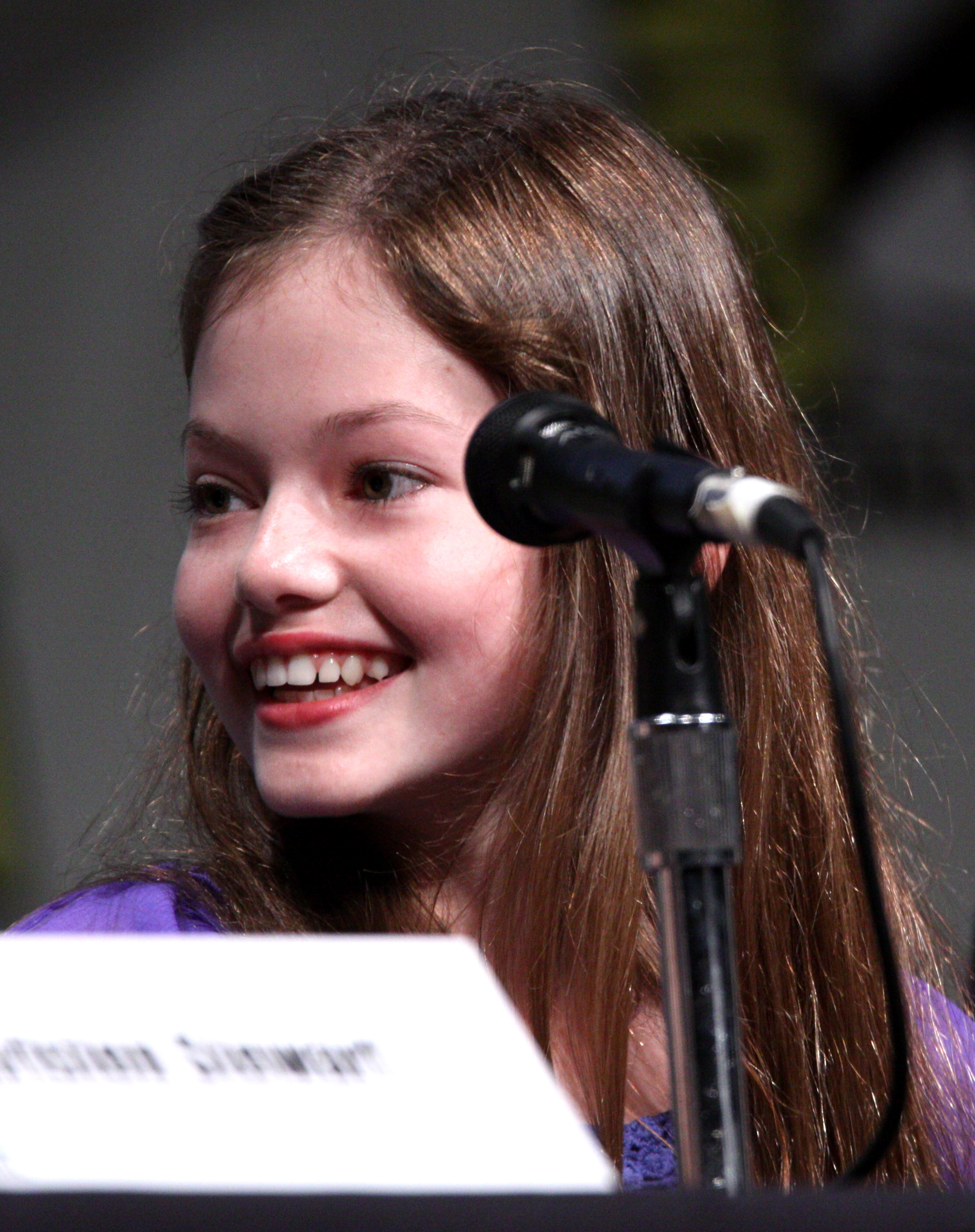
Mackenzie Foy a la Comic Con International de San Diego del 2012

El febrer de 2012, es va unir al repartiment de la pel·lícula de terror de James Wan, L'expedient Warren. El rodatge de la pel·lícula va començar el febrer de 2012 a Carolina del Nord i es va estrenar el juliol de l'any següent. El febrer, també va participar en l'últim episodi de la segona temporada de la sèrie de televisió de terror The Haunting Hour de RL Stine, en la qual va interpretar a Natalie, una nena que se'n va a viure amb el seu avi i descobreix que una de les nines és viva i té males intencions.
El 10 d'octubre de 2012, Foy es va incorporar a Wish You Well, l'adaptació cinematogràfica del llibre de David Baldacci, on va interpretar a la protagonista. El 17 de novembre de 2012, Foy va estar en un altre episodi de The Haunting Hour de R. L. Stine, interpretant a Geòrgia Lomin. En 2014, Foy va aparèixer en la pel·lícula d'Erica Dunton Black Eyed Dog.
Va coprotagonitzar la versió infantil de la filla de Matthew McConaughey a Interstellar, de Christopher Nolan. Va posar la veu de Celestine en el doblatge en anglès d'Ernest & Celestine (2012), de Violet a The Boxcar Children (2014) i de la nena a The Little Prince (2015). El juliol de 2016, es va anunciar que Foy interpretaria el paper principal de Clara en la pel·lícula El trencanous i els quatre regnes.
El maig de 2019 es va anunciar que Foy coprotagonitzaria al costat de Kate Winslet una nova adaptació de Black Beauty, que va començar a rodar-se l'octubre d'aquell any.

## Filmografia

### Cinema
| Any  | Títol                               | Paper           | Notes                    |
| ---- | ----------------------------------- | --------------- | ------------------------ |
| 2011 | La saga Crepuscle: Albada - 1a part | Renesmee Cullen |                          |
| 2012 | La saga Crepuscle: Albada - 2a part | Renesmee Cullen |                          |
| 2013 | El Conjurador                       | Cindy Perron    |                          |
| 2013 | Wish You Well                       | Cardenal Lou    |                          |
| 2014 | Ernest & Celestine                  | Celestina       | Veu (doblatge en anglès) |
| 2014 | The Boxcar Children                 | Violet          | Veu                      |
| 2014 | Black Eyed Dog                      | Daisy           |                          |
| 2014 | Interestel·lar                      | Murph jove      |                          |
| 2015 | El Petit Príncep                    | La nena         | Veu                      |
| 2018 | The Nutcracker and the Four Realms  | Clara Stahlbaum |                          |
| 2020 | Black Beauty                        | Jo Green        |                          |

### Televisió
| Curs | Títol                                    | Paper                 | Notes                          |
| ---- | ---------------------------------------- | --------------------- | ------------------------------ |
| 2009 | 'Til Death                               | Nena                  | Episodi: "No Complaints"       |
| 2010 | FlashForward                             | Kate Erskine          | Episodi: "Blowback"            |
| 2010 | Hawaii Five-0                            | Lily Wilson           | Episodi: "Ho'apono"            |
| 2012 | RL Stine's The Haunting Hour: The Series | Natalie/Georgia Lomin | Paper de convidada; 2 episodis |
| 2014 | El mafiós de les galetes                 | Sally                 | Telefilm                       |
| 2015 | Jesse Stone: Lost in Paradise            | Jenny O'Neill         | Telefilm                       |

## Premis i nominacions
| Any  | Premi                                         | Categoria                                                        | Treball                                   |           | Refs         |
| ---- | --------------------------------------------- | ---------------------------------------------------------------- | ----------------------------------------- | --------- | ------------ |
| 2013 | Premis Golden Raspberry                       | La pitjor parella de pantalla (compartit amb Taylor Lautner)     | The Twilight Saga: Breaking Dawn – Part 2 | Gunyadora | [ 18 ]       |
| 2013 | Premi Gerd d’Or                               | Pitjor conjunt de pantalles (compartit amb el repartiment)       | La saga Crepuscle: Breaking Dawn - Part 2 | Gunyadora | [ 18 ]       |
| 2013 | Premi Young Artist                            | Millor interpretació en un llargmetratge: jove actriu secundària | La saga Crepuscle: Breaking Dawn - Part 2 | Nominada  | [ 3 ] [ 19 ] |
| 2014 | Washington DC Area Film Critics Association   | Millor actuació juvenil                                          | Interestel·lar                            | Nominada  | [ 20 ]       |
| 2014 | Associació de Crítics de Cinema de Sant Lluís | Millor actriu de repartiment                                     | Interestel·lar                            | Nominada  |              |
| 2014 | Premis de la Crítica Cinematogràfica          | Millor intèrpret jove                                            | Interestel·lar                            | Nominada  | [ 21 ]       |
| 2015 | Premi Saturn                                  | Millor interpretació d’un actor jove                             | Interestel·lar                            | Gunyadora | [ 22 ]       |
| 2015 | Premis Teen Choice                            | Choice Movie Actress: ciència-ficció / fantasia                  | Interestel·lar                            | Nominada  | [ 23 ]       |